# فوكسفيلد (كولورادو)
فوكسفيلد (بالإنجليزية: Foxfield, Colorado)‏ هي بلدة تقع في مقاطعة أراباهو، كولورادو بولاية كولورادو في الولايات المتحدة. تبلغ مساحتها 3.3 (كم²)، وترتفع عن سطح البحر 1754 م، بلغ عدد سكانها 685 نسمة في عام 2010 حسب إحصاء مكتب تعداد الولايات المتحدة وتصل الكثافة السكانية فيها 207 نسمة/كم2.

## وصلات خارجية
- www.foxfieldcolorado.com
- The US50 - Cities and Towns in Colorado State
- Colorado Cities and Towns, Facts, Map, Flag, Colleges, Government, and More